# Fish Creek
Fish Creek is een plaats in de Australische deelstaat Victoria en telt 726 inwoners (2006).